# Контрэскарп

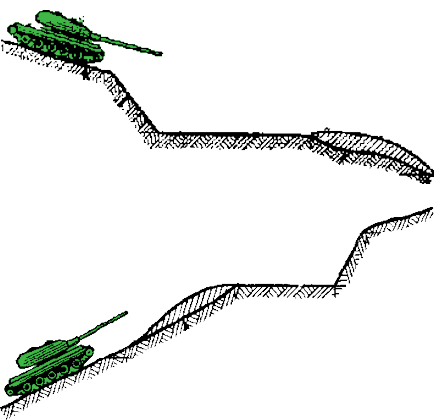
Пример противотанкового контрэскарпа (вверху) и эскарпа (внизу)

Контрэска́рп, устар.контр-эскарп (фр. contrescarpe, от contre — против и escarpe — откос, скат) — изначально внешний склон рва укрепления (крепости), в XX веке так стали называть искусственно срезанный под большим углом край склона или берега реки высотой не менее 2—2,5 метра, обращённый передней частью к обороняющемуся.
Также контрэскарпом называется ближайшая к наступающему сторона противотанкового рва.

## Устройство и применение контрэскарпов

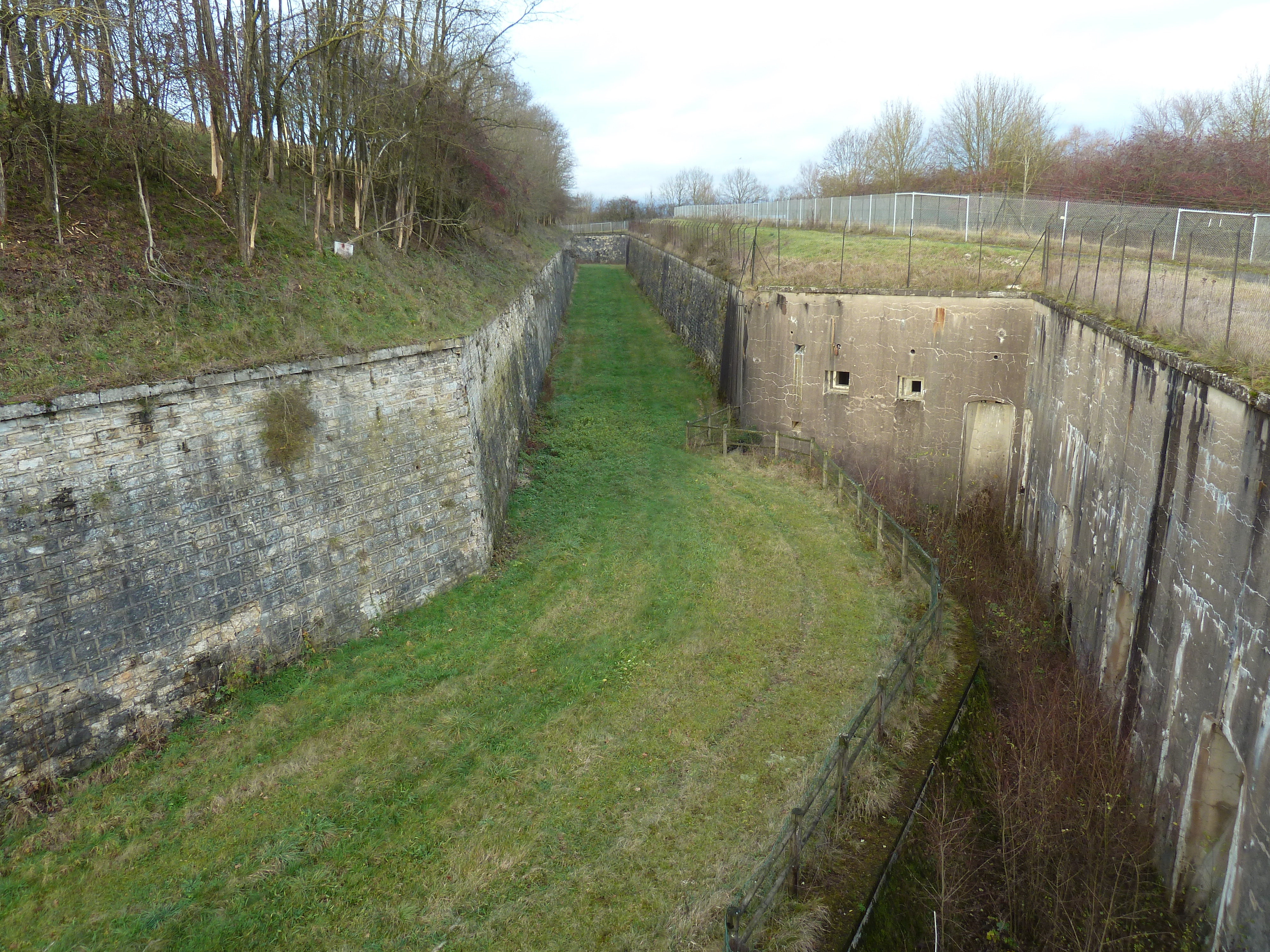
Каменный контр-эскарп

Правила устройства контрэскарпа точно такие же, как и эскарпа, различие состоит лишь в положении относительно противника.
Контрэскарпы использовались при оборудовании оборонительных рубежей на неровной местности как противотанковое (противотранспортное) препятствие, рассчитанное на опрокидывание или утыкание в грунт боевой машины противника при движении вниз по склону.
В настоящее время контрэскарп как самостоятельное средство противотанковой обороны практически полностью потерял своё значение, так как современные танки легко преодолевают подобное препятствие с ходу.